# Иоахим Камерарий Младший
Иоахи́м Камера́рий Мла́дший (лат. Joachim Camerarius Iunior, нелатинизированная форма фамилии Каммермайстер нем. Kammermeister;  1534, Нюрнберг — 1598, Нюрнберг) — немецкий медик, ботаник и гуманист.

## Биография
Сын Иоахима Камерария Старшего, младший Иоахим с детства общался с просвещённейшими людьми Германии XVI века. Первоначальное образование он получил в Наумбургской гимназии Пфорта, затем медицину в Виттенбергском университете, где его преподавателем был Меланхтон. Далее он обучался в лейпцигском университете и в Бреслау, где под руководством Иоганна Крато фон Краффтхайма изучал лат. Praxi medica. По совету последнего он отправился в Италию, сначала в Падую, а заем в Болонью, в университете которой он получил докторскую степень 27 июля 1562 года. Получив образование, Иоахим вернулся в Нюрнберг, где оставался до конца своих дней, ведя врачебную практику. В 1592 году городской совет учредил Collegium Medicum, объединивший всех врачей города, который возглавил Камерарий.
Камерарий был также известен как ботаник; он создал первый ботанический сад в Нюрнберге. После смерти Иоганна Таля Камерарий издал его Silva Hercynia. Кроме того он дополнил и издал на немецком «Травник» Пьетро Андреа Маттиоли.
Камерарий вёл обширную переписку, в числе его корреспондентов были Каспар Баугин, Карл Клузиус, Томас Эрастус и Конрад Гесснер. Его собственные труды включают Camerarius Florilegium, для которого его племянник Иоганн Юнгерманн создал 473 иллюстрации; De recta et necessaria ratione, praeservandi a pestis contagio (Нюрнберг, 1583); Hortus Medicus et Philosophicus (Нюрнберг, 1598); издание Symbola et emblemata закончил после смерти отца Людвиг Камерарий.

## Публикации
- Hortus medicus, 1588
- Symbola et emblemata ex herbis et animalibus, 1590—1597
- Commentaires sur Pierandrea Mattioli|Matthiole
- Ἐκλεκτὰ γεωργικά, sive opuscula quaedam de re rustica, partim collecta, partim composita a Joachimo Camerario. Inclytae Reipub. Norib. Medico... Editio iterata auctior. Noribergae (Nuremberg), Paul Kaufmann, 1596[3].